# Margaret Macfarlane
Margaret Macfarlane fou una sufragista escocesa, secretària honorària de la Unió Social i Política de les Dones de Dundee i East Fife.

## Activitat sufragista
Des d'almenys 1911, Margaret Macfarlane, infermera de professió, havia començat a lluitar pel sufragi femení. El 1911, quan Emmeline Pankhurst feu una gira de conferències per Escòcia, ella ajudà a organitzar un míting a St. Andrews, presidit per la secretària de la sucursal de St. Andrews de la Unió Nacional de Societats de Sufragi Femení.
L'arrestaren a Londres al novembre del 1911, a l'edat de 23 anys, acusada de trencar una de les finestres més grans de Londres en l'oficina d'Hamburg America Line en Cockspur Street. La sentenciaren al març del 1912 a quatre mesos a la presó de Holloway. Fou una de les 68 dones que inscrigueren les signatures o inicials al mocador Suffragette brodat per presoneres de Holloway al març del 1912, que conservà fins al 1950 Mary Ann Hilliard, i encara es pot a veure a Priest House West Hoathly. Macfarlane es negà a menjar a la presó, i l'alimentaren a la força fins que fou alliberada a finals de juny del 1912. Més tard va descriure la seva experiència d'alimentació forçada:
| « | Em pujaren en una cadira i em nugaren molt fort amb un llençol al respatller. Fins on recorde, tenia els braços nugats als recolzadors de la cadira. Hi havia un conserge amb una tassa amb menjar i un altre darrere de mi, fent una mordassa amb els dits. Un altre m'agafava dels genolls. Els vaig dir que no engoliria pas ni una gota de farinetes voluntàriament. Quan veieren que no retenia el menjar, el que m'emmordassava incità els altres perquè em fessen pessigolles, que em tapassen el nas perquè engolís, i que m'agafassen de la gola, la qual cosa em sembla més cruel. En prémer la gola es produeix una terrible sensació d'asfíxia. Quan m'alçaren els peus, el cap em penjava del respatller de la cadira, i encara m'asfixiava més. | » |

Va continuar el seu treball polític una volta en llibertat, i aparegué novament en la cort al gener de 1913 per trencar una finestra del Ministeri de l'Interior i causar danys per valor de 2 lliures. Se li ordenà pagar-ho, més una multa de 40 xílings.